# Hanumangarh
Hanumangarh è una suddivisione dell'India, classificata come municipality, di 129.654 abitanti, capoluogo del distretto di Hanumangarh, nello stato federato del Rajasthan. In base al numero di abitanti la città rientra nella classe I (da 100.000 persone in su).

## Geografia fisica
La città è situata a 29° 34' 60 N e 74° 19' 0 E e ha un'altitudine di 176 m s.l.m..

## Società

### Evoluzione demografica
Al censimento del 2001 la popolazione di Hanumangarh assommava a 129.654 persone, delle quali 69.583 maschi e 60.071 femmine. I bambini di età inferiore o uguale ai sei anni assommavano a 18.669, dei quali 10.192 maschi e 8.477 femmine. Infine, coloro che erano in grado di saper almeno leggere e scrivere erano 83.923, dei quali 49.873 maschi e 34.050 femmine.